# Jordhøj (by)
Jordhøj en en landsby ca. 1 kilometer nord for Slangerup i den vestlige del af Nordsjælland. Den ligger i Frederikssund Kommune.
Landsbyen bestod indtil ca. 1975 af gårdene Kroghøj, Jættehøj, Bannerhøj og Brentegård, samt en mindre samling huse og en smedie. Herefter blev byen op gennem 1970'erne udvidet flere gange med store parcelhusudstykninger. Byen havde eget vandværk indtil 1995.

## Landsbyens historie
Jordhøj Smedjes historie går ganske langt tilbage. Bygningsarkæologiske undersøgelser i værkstedsbygningen sandsynliggør, at der også før år 1800 var smedje på stedet. Stuehuset, der hører til Jordhøj Smedje, består af to nu sammenbyggede bindingsværkshuse. Bindingsværket af af typisk sjællandsk type; men med mange ændringer i forbindelse med en række udvidelser og ombygninger gennem tiden. Det primære bygningsmateriale er dog fortsat soltørrede sten i bindingsværktavlene. Der er identificeret lerstenstyper, der viser tilbage til forskellige tidsperioder; men med nogenlunde sikkerhed – og sammenholdt med fyldmaterialerne i lerkliningen i nogle af skillerummene samt bygningens bevarede bindingsværk – kan det sandsynliggøres, at bygningskompleksets ældste dele er fra efter år 1555; men fra før år 1575. 
En bygningsarkæologisk undersøgelse november 2006 antyder dog, at bygningens ældste dele daterer sig tilbage til middelalderen, idet et munkestensskifte – brændte tegl af type fra før 1350 – forløber direkte ovenpå syldstene mod nord og til dels vest. Yderligere er der dukket et brandlag frem med forkullede bjælkerester. Brandlagets niveau sammenholdt med brandspor inde i bygningen kan fortolkes som brand i 1600-tallet. Dermed udgør Jordhøj Smedje den ældste bevarede ikke-kirkelige bygning i den nedlagte Slangerup Kommune som i den nuværende Frederikssund Kommune.
Jordhøjdiget var et snorlige dige bestående af meget store kampesten – de fleste 75-80 cm i tværmål – som strakte sig fra skellet mellem købstaden Slangerup og ca. 2 km gennem landsbyen Jordhøj og ud i retning af landsbyen Kvinderup. De fleste af stenene er af senere tider fjernet; men lige under jordoverfladen kan diget fortsat følges arkæologisk. Der foreligger ingen skriftlige kilder om diget; men typen kan pege tilbage til jernalderen.
I Jordhøj er der gjort mange arkæologiske fund fra stenalder og jernalder. På en mark umiddelbart langs landsbyen Jordhøjs sydøstside er der udgravet en bronzealderlandsby. I området ved Jordhøj ses fortsat adskillige velbevarede gravhøje fra både stenalder og bronzealder. 
|  | Denne artikel om lokaliteten Jordhøj (by) kan blive bedre, hvis der indsættes et (bedre) billede. Du kan hjælpe ved at afsøge Wikimedia Commons for et passende billede eller lægge et op på Wikimedia Commons med en af de tilladte licenser og indsætte det i artiklen. |

55°51′17″N 12°10′11″Ø / 55.85472°N 12.16972°Ø